# گری امبرو
 گری امبرو  یا  گری انبار  گِری یکی از اصطلاحات جغرافیایی جنوب ایران و در گویش لارستانی بویژه کوخِردی است و کمابیش مترادف با واژه گریوه است. گری به جایی گفته می‌شود که در دل کوه قرار داشته باشد، بمعنی یک دره بسیار عمیق که دو کوهپایه بلند که در دوطرف دره قرار دارد به هم نزدیک باشد و انتهای دره خیلی سخت‌گذر و ناهموار باشد و عبور از آن دشوار باشد.

## انبارهای کوهستانی
در روزگاران کهن در بعضی از روستاهای کوهستانی انبارهای در دل کوه می ساختند که به انبارهای کوهستانی معروف بود. این انبارها برای حفظ دارایی روستانشینان از شر دزدان و غارتگران و همچنین جانوران کوهستانی می ساختند. 
در « روستای کوخرد » از توابع بخش کوخرد شهرستان بستک و در غرب استان هرمزگان در جنوب ایران نیز چنین انبارهایی در کوهای اطراف ساخته بودند. 
در کوه جنوب دهستان کوخرد و در « کوه زیر » و در گری‌های واقع در قسمت شمالی این کوه انبارهایی در کوه حفر کرده بودند، همچنین قسمت‌هایی از این انبارها با سنگ « تَوُدُو » جلو آن را می‌گرفتند، این گونه انبارها در گری‌ها می‌ساختند مانند « گری مد عبدالرحیمی »، « گری مد یوسفی » « گری تونه مسلی » و « گری اَمبَرُو »، هرکس برای خودش جو و گندم در انبار زیر کوه ذخیره و پنهان می‌نمود. 

## انبارهای کوهستانی در زمان هرج ومرج
بهترین جایی برای حفظ امتعه در زمان شورش وهرج ومرج در آن دوران انبارهای کوهستان بوده‌است که مردم متاع خود را در آن‌ها حفظ می نمودند که از شر چپالگران در امان باشد. از این گونه انبارها در کوه‌های جنوب وشمال کوخرد زیاد وجود داشته‌است، آثار این گونه انبارها در گری‌ها و دوبندها وپا چُک‌ها موجود است. مانند دوبند انبار که واقع است در پشت سد جابر و از سمت مشرق لمبیر ملکی وشمال غربی دره بست گز قرار دارد. درگری امبرو انبارهایی متعددی وجود دارد که در سنگ حفر شده‌است ومردم در زمان قدیم جو و گندم در آن‌ها به انبار می‌کردند. همچنین در دوبند انبار نیز انبار بزرگی وجود دارد که روایت است مردم کوخرد در زمان قدیم وسایل خود در آن، انبار می‌کردند مخصوصاً در زمان شورش و هرج مرج که در آن زمان دزدها مردم را غارات می‌کردند. مردم کوخرد برای حفاظت از جان ومال خود رو به کوهستان‌های اطراف می‌بردند ولوازم خودشان در دوبند انبار در این انبارها می‌گذاشتند که از شر دزدان در امان باشد. 
در کوه‌های جنوب کوخرد « کوه زیر » از این گونه انبارها و اشکفت‌ها زیاد وجود دارد.‌گری به لهجه محلی بستکی و به راهی باریک در میان دو کوه یا دو تپه گفته می‌شود که در اصل «گَلُو» می‌باشد.